# Ichoria orizabena
Ichoria orizabena là một loài bướm đêm thuộc phân họ Arctiinae, họ Erebidae.